# جانی خائن
جانی خائن (به هندی: Johnny Gaddaar) فیلمی محصول سال ۲۰۰۷ و به کارگردانی سریرام راگاوان است. در این فیلم بازیگرانی همچون درمندرا، نیل نیتین موکش، ریمی سن، وینی پاتک، ذاکر حسین، آشوینی کالسکار، گوویند نمدو ایفای نقش کرده‌اند.